# 614
614(육백십사)는 613보다 크고 615보다 작은 자연수다.

## 수학
- 합성수로, 그 약수는 1, 2, 307, 614다. 진약수의 합은 310이므로, 614는 부족수다.

## 과학
- NGC 614(프랑스어판): 삼각형자리 방향에 있는 렌즈형은하.
- 614 피아(영어판): 소행성.

## 교통

### 항공
- VFW 614(영어판)

### 철도
- 독일철도 614형(영어판, 독일어판)
- 서울 지하철 6호선 연신내역의 역번호.

### 도로
- 614번 지방도: 대한민국의 과거 지방도.

## 문화재
- 대한민국의 보물 제614호: 사천 흥사리 매향비

## 기타
- 날짜: 6월 14일
- 연도: 614년, 기원전 614년